# Pacificincola aviculifera
Pacificincola aviculifera is een mosdiertjessoort uit de familie van de Pacificincolidae. De wetenschappelijke naam van de soort is voor het eerst geldig gepubliceerd in 1914 door Osburn.